# Pierre Vernier

Nonieskala på skjutmått.

Pierre Vernier, född den 19 augusti 1580 i Ornans, Franche-Comté (då lydande under det Habsburgska Spanien), död på samma plats den 14 september 1637, var en fransk matematiker och instrumentmakare som främst är känd för konstruktionen av nonieskalan med vars hjälp man kan göra noggrannare mätningar.